# Quilicus Albertini
Pour les articles homonymes, voir Albertini.
Quilicus, Sampiero, Napoléon Albertini est un écrivain français, docteur en droit de l'Université de Paris, originaire de Corse, né le 18 août 1877 à Albertacce et mort le 11 septembre 1927 à Louveciennes. Il est le fils d'un ménage de propriétaires, Prosper Albertini (né en 1847), médecin et maire de la commune d'Albertacce, et Lucie, née Giansily (a signora Lucia) qui était pour sa part originaire du village de Lozzi.

## Carrière politique et administrative
Il est élu conseiller général du canton de Calacuccia au Conseil général de Corse le 5 juillet 1906 ; il occupa ce siège jusqu'en 1919.
Peut-être est-ce déjà lui qui avait été élu à ce même Conseil général, le 5 juillet 1903 - mais l'absence de prénom dans la source utilisée, ne permet pas de le confirmer.
Un décret du 22 août 1926 l'élève au grade de Chevalier de la Légion d'honneur. L'avis publié au Journal officiel le présente comme chef de bureau à l'Administration des Beaux-arts et lui reconnait 39 ans de service.
En 1927, il est rédacteur à la Direction des Beaux-Arts à Paris.

## Carrière littéraire
La critique dans Gil Blas du Prix d'un baiser souligne des qualités de style, une intrigue intéressante et morale, mais ne trouve pas l'ouvrage passionnant et estime que l'auteur manque d'un tour de main. Néanmoins, Albertini remercie chaleureusement Maurice Cabs pour sa critique, en tête de son second roman.

## Œuvres
- L'Œuvre de Francisco de Victoria et la doctrine canonique du droit de la guerre, thèse de doctorat, Université de Paris, Faculté de droit, soutenue le 22 janvier 1903, Paris, A. Chevalier-Marescq, 1903, 297 p. Notice Sudoc. Lire sur Archive.org.
- Le Prix d'un baiser, Paris, Plon-Nourrit, 1905, [6], 327 p.
- Chercheur d'amour, Paris, Plon, mars 1907, 276 p, 3,50 frs[7]. Dédié à Emmanuel Arène.
- Graziosa, roman, 1908[8].
- Résurrection d'amour, Paris, Librairie universelle, 1910, 296 p.[9]
- Beatrix, drame en 5 actes et en vers, Paris, Stock, 1912, 112 p.[10]
- Sainte-Hélène, pièce en 5 actes, en vers, Paris, Stock, 1914, 159 p.[11]